# Geschützter Landschaftsbestandteil Feldgehölz Steelenberg
Der Geschützte Landschaftsbestandteil Feldgehölz Steelenberg mit einer Flächengröße von 0,19 ha liegt nordwestlich von Wennigloh im Stadtgebiet von Arnsberg im Hochsauerlandkreis. Die Fläche wurde 1998 mit dem Landschaftsplan Arnsberg durch den Kreistag des Hochsauerlandkreises als Geschützter Landschaftsbestandteil (LB) mit Flächengröße von 0,11 ha ausgewiesen. 2021 wurde der LB bei der Neuaufstellung des Landschaftsplans vergrößert erneut ausgewiesen.

## Beschreibung
Beim LB handelt es sich um ein Feldgehölz mit einer hohen strukturellen Vielfalt. Im Feldgehölz dominiert von den Gehölzarten Hainbuche, Rotbuche, Bergahorn, Hasel, Schlehe und Weißdorn.
Der Landschaftsplan führte 1998 zum LB aus: „Die Krautschicht ist artenreich und gut entwickelt. Die Fläche hat mit ihrer hohen strukturellen Vielfalt u. a. Bedeutung für Kleinsäuger und Gebüschbrüter. Lokale Bedeutung für die Belebung und Gliederung des Landschaftsbildes; Bestand mit faunistischer Bedeutung.“

## Schutzgrund, Verbote und Gebote
Der Geschützte Landschaftsbestandteile haben laut Landschaftsplan eine besondere Funktion für die Gliederung und Belebung des Landschaftsbildes bzw. des umgebenden Offenlandes. Es kommt solchen Objekten in der Regel eine erhöhte Bedeutung als Bruthabitat für Hecken- und Gebüschbrüter zu. Laut Landschaftsplan sind Geschützte Landschaftsbestandteile im Plangebiet durch seinen eigenständigen Charakter deutlich von der sie umgebenden „normalen“ Wald- und Feld-Landschaft zu unterscheiden.
Wie bei allen LB ist es verboten diese zu beschädigen, auszureißen, auszugraben oder Teile davon abzutrennen oder auf andere Weise in seinem Wachstum oder Erscheinungsbild zu beeinträchtigen. Unberührt ist jedoch die ordnungsgemäße Pflege eines LB.
Das LB soll laut Landschaftsplan „durch geeignete Pflegemaßnahmen erhalten werden, solange der dafür erforderliche Aufwand in Abwägung mit ihrer jeweiligen Bedeutung für Natur und Landschaft gerechtfertigt ist.“